# Elisabet Margarida d'Orleans

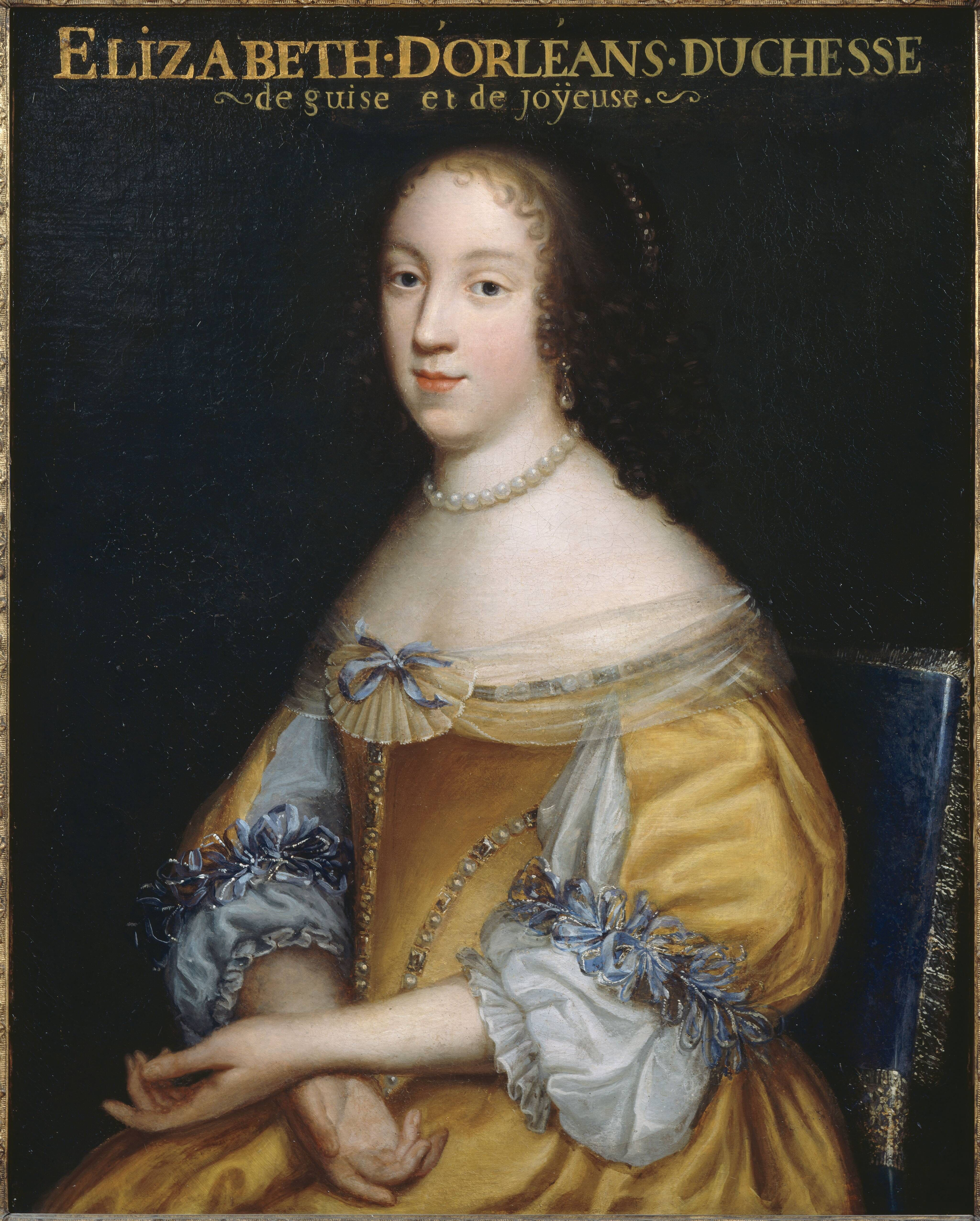
Retratat per Beaubrun

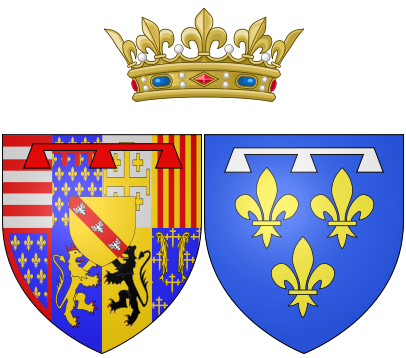
Les armes de la duquessa de Guisa

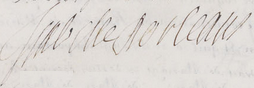
Signatura d'Elisabet el 1663

Elisabet Margarida d'Orleans, esmentada també com Isabel d'Orleans(1646- 1696) fou la segona de les tres filles supervivents de Gastó de França i de Margarida de Lorena. Fou duquessa de Guisa per matrimoni i duquessa d'Alençon suo jure (de propi dret).

## Princesa de la sang
Nascuda al palau d'Orleans, avui el palau de Luxemburg a París. Geperuda fou nomenada coadjutriu de la seva bestia Caterina de Lorena, abadessa de Remiremont a qui va succeir el 1648. A la mort del seu pare el 1660 el seu apanatge va tornar a la corona que el va reassignar, però el feu propi, el ducat d'Alençon, va passar a les tres filles i no fou repartit.
Les seves germanes s'havien casat una (la gran) amb el gran duc de Toscana el 1661, i l'altre (la petita) amb el duc de Savoia el 1663; el 1667 va renunciar a la seva abadia (encara que molt aristocràtica i molt mundana) i va rebre el ducat d'Alençon al que van renunciar les seves germanes. Elisabet ambicionava una sort similar a aquestes i va optar per casar-se a Saint-Germain-en-Laye el 15 de juny de 1667 amb Lluís Josep de Lorena, fill del duc de Guisa i de Joyeuse i de Francesca de Valois, membre d'una branca menor de la Casa de Lorena, la mare del qual, Maria Francisca d'Angulema, estava retirada a Alençon afectada de demència i gaudia de l'usdefruit vitalici del ducat d'Angulema, el comtat de Ponthieu, el comtat del Lauraguès i el comtat d'Alès.
Va enviudar el 1670, i el seu fill Francesc Josep, duc de Guisa va morir el 1675 amb 5 anys extingint-se amb ell la casa dels ducs de Guisa. Va mantenir l'usdefruit sobre Alençon i va rebre l'administració del ducat d'Anguleama (l'usdefruit del qual tenia la seva sogra) que pertanyia a la corona però de facto administrava el seu marit fins al 1671 i el seu fill Francesc-Josep fins al 1675 en nom de la seva mare i àvia.
La seva mort es va produir a Versalles el 1696 a l'edat de 50 anys i va coincidir en el temps amb la de Maria Francisca d'Angulema; el ducat d'Angulema va passar a la corona tal com pertocava, i el ducat Alençon, per manca d'hereus retornava també a la corona.